# 東新川站 (山口縣)
東新川站（日语：／ Higashi-Shinkawa eki */?）是位於山口縣宇部市東新川町，西日本旅客鐵道（JR西日本）的宇部線車站。

## 車站構造
此站是由山口地域鐵道部（宇部新川站）管理的無人車站。此站設有2座站房。西出口（正面出口）大樓內，曾經設有售票櫃臺和POS端末，為簡易委託車站。在2012年9月28日起成為無人車站。在東出口（網球場出口）大樓由宇部市委托管理。2座車站大樓均設有自動售票機。
在東出口（網球場出口）中，由於鄰接中央公園，該處成為第66屆國民體育大會（來吧!山口國體）的網球比賽場地。為了方便前往該公園，在2011年10月1日開設東出口。在未開設東出口前，若需前往車站西邊，需要在車站東出口經過狹窄的行人路和橫跨平交道，當時對於乘客造成不便，因此當時鄰近居民希望能夠建設新的閘口。

### 月台
設有2面2線的相對式月台，可進行列車交會。兩月台設有跨線橋連接。
| 月台   | 路線    | 上下行 | 方向                     |
| ------ | ------- | ------ | ------------------------ |
| 西口方 | ■宇部線 | 下行   | 宇部新川、居能、宇部方向 |
| 東口方 | ■宇部線 | 上行   | 床波、新山口方向         |

## 歷史
- 1923年8月1日：宇部鐵道（日语：宇部鉄道）宇部新川站至床波站之間開通，此站啟用。
- 1943年5月1日：宇部鐵道被國有化。成為國有鐵道宇部東線車站。
- 1948年2月1日：宇部東線改名為宇部線，此站成為宇部線車站。
- 1987年4月1日：伴隨國鐵分割民營化，車站由西日本旅客鐵道（JR西日本）營運。
- 2002年4月1日：成為業務委託車站，委托JR西日本廣島Maintec（日语：JR西日本広島メンテック）負責車站業務。
- 2011年10月1日：開設東出口（網球場出口）。
- 2012年9月28日：成為無人車站。

## 使用狀況
以下為近年使用人次：
| 乘車人次變化 | 乘車人次變化 |
| 年度         | 1日平均人次  |
| ------------ | ------------ |
| 1999         | 585          |
| 2000         | 543          |
| 2001         | 505          |
| 2002         | 457          |
| 2003         | 448          |
| 2004         | 401          |
| 2005         | 383          |
| 2006         | 371          |
| 2007         | 344          |
| 2008         | 342          |
| 2009         | 361          |
| 2010         | 362          |
| 2011         | 375          |
| 2012         | 393          |
| 2013         | 401          |
| 2014         | 402          |
| 2015         | 427          |
| 2016         | 422          |
| 2017         | 427          |
| 2018         | 455          |
| 2019         | 459          |
| 2020         | 373          |
| 2021         | 376          |
| 2022         | 404          |

## 車站周邊
與琴芝站及宇部新川站一樣，本站位置仍屬於宇部市市中心範圍，鄰近商務酒店和中密度公寓等建築物。此站也鄰近宇部市交通局常藤案內所。

## 相鄰車站
西日本旅客鐵道（JR西日本）
■宇部線
宇部岬－東新川－琴芝

## 外部連結
- 東新川｜車站資訊：JR出門網 - 西日本旅客鐵道（日語）